# Wolfgang Ketterle

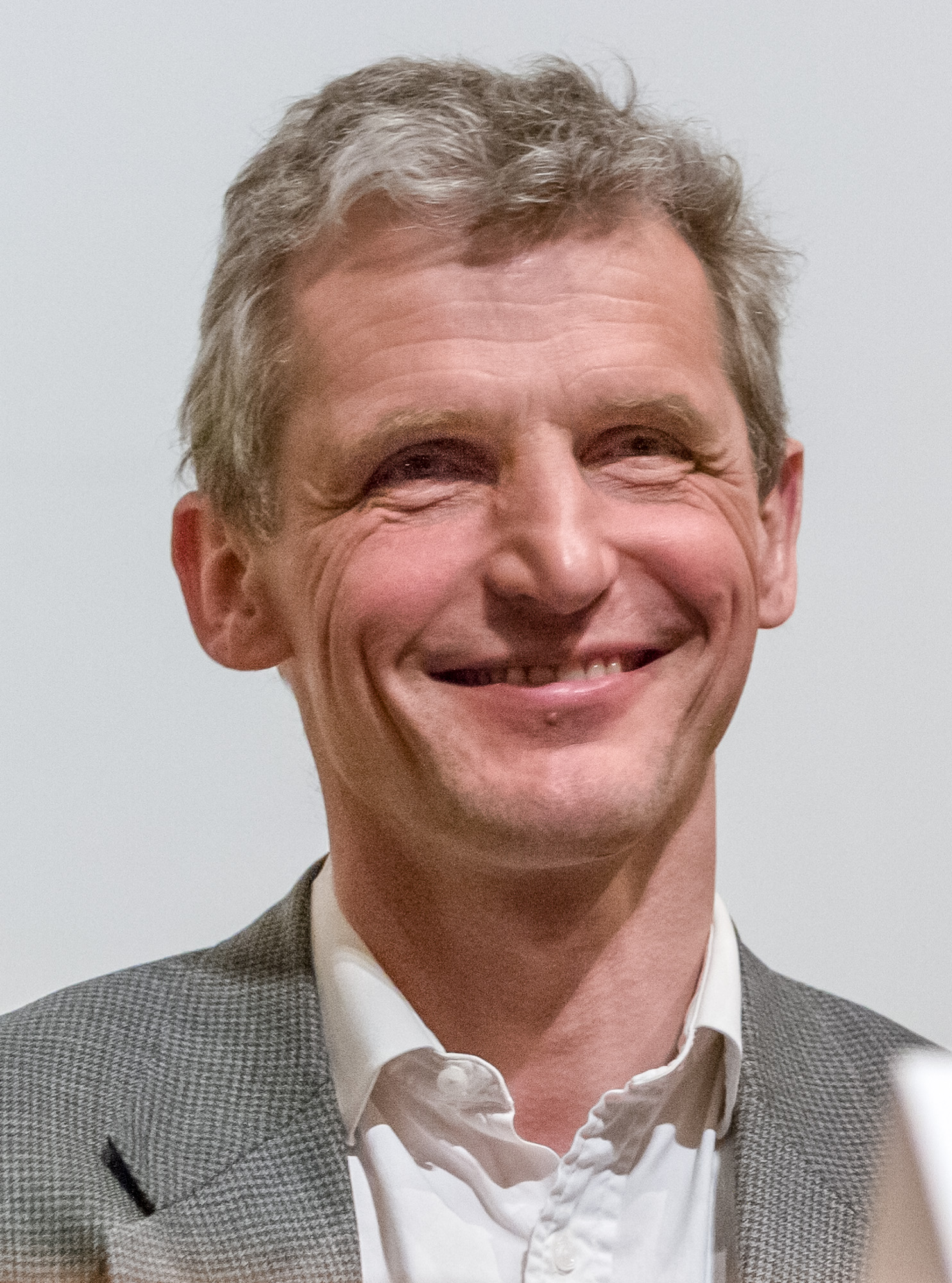
Wolfgang Ketterle (2007)

Wolfgang Ketterle (* 21. Oktober 1957 in Heidelberg) ist ein deutscher Physiker, Hochschullehrer und Nobelpreisträger.

## Leben
Wolfgang Ketterle wurde 1957 als zweites von drei Kindern geboren und wuchs in Eppelheim auf. Nach dem Abitur am Bunsen-Gymnasium in Heidelberg begann er 1976 als Stipendiat der Studienstiftung des deutschen Volkes mit dem Physikstudium an der Ruprecht-Karls-Universität Heidelberg. Nach dem Vordiplom wechselte er an die Technische Universität München. Er schlug die Richtung der Theoretischen Physik ein und diplomierte 1982 über die Spin-Relaxation von ungeordneten Materialien, anschließend wechselte er an das Max-Planck-Institut für Quantenoptik in Garching und die Ludwig-Maximilians-Universität in München zu Herbert Walther und wurde 1986 mit der Arbeit Spektroskopie am Heliumhydrid und am dreiatomigen Wasserstoff-Molekül promoviert.
Nach seiner Garchinger Zeit wechselte Ketterle wieder nach Heidelberg, um am Lehrstuhl von Jürgen Wolfrum Untersuchungen an Verbrennungsmotoren durchzuführen. 1990 wechselte er erneut sein Arbeitsgebiet und siedelte nach Amerika über, um in der Gruppe von David E. Pritchard an Problemen der Laserkühlung zu arbeiten. 1993 schloss er sich dem Physics Department des Massachusetts Institute of Technology (MIT) an und hat heute den John-D.-MacArthur-Lehrstuhl für Physik inne.

## Werk
Ketterle gelang es während seiner Promotion, die Existenz von Heliumhydrid (HeH) nachzuweisen und erstmals Spektren dieses Moleküls zu gewinnen. Während seiner Postdoc-Zeit in Garching gelang es ihm zudem, die HeH-Spektren vollständig zu erklären – Herbert Walther fasste diese Leistung später in dem Satz zusammen: „Er hat ein Gebiet kreiert und es gleichzeitig getötet“.
Er gehörte 1995 zu den ersten, denen die Erzeugung eines Bose-Einstein-Kondensats gelang, 1997 demonstrierte er erstmals einen Atomlaser. Er wurde 2001 gemeinsam mit Eric A. Cornell und Carl E. Wieman mit dem Physik-Nobelpreis „für die Erzeugung der Bose-Einstein-Kondensation in verdünnten Gasen aus Alkaliatomen und für frühe grundsätzliche Studien über die Eigenschaften der Kondensate“ ausgezeichnet.

## Auszeichnungen und Ehrungen
- 1996: David and Lucile Packard Fellowship
- 1997: Rabipreis, American Physical Society
- 1997: Fellow der American Physical Society
- 1997: Gustav-Hertz-Preis, Deutsche Physikalische Gesellschaft
- 1998: Discover Magazine Award für Technische Innovationen
- 1999 in die American Academy of Arts and Sciences gewählt
- 1999: Fritz-London-Preis für Tieftemperaturphysik
- 1999: Dannie-Heineman-Preis, Akademie der Wissenschaften, Göttingen
- 2000: Benjamin-Franklin-Medaille für Physik
- 2001: Mitglied der Heidelberger Akademie der Wissenschaften
- 2001: Nobelpreis für Physik
- 2002: Mitglied der National Academy of Sciences
- 2002: Großes Bundesverdienstkreuz mit Stern und Schulterband
- 2002: Verdienstmedaille des Landes Baden-Württemberg
- 2004: MIT Killian Award
- 2005: Mitglied der Deutschen Akademie der Naturforscher Leopoldina, seit 2008 Nationale Akademie der Wissenschaften[2]
- 2008: Humboldt-Forschungspreis[3]
- 2009: Leonie-Wild-Medaille der Stadt Eppelheim
- 2011: Auswärtiges Mitglied der Russischen Akademie der Wissenschaften
- 2023: Vannevar Bush Faculty Fellowship[4]